# ゴトン・ロヨン
ゴトン・ロヨン (gotong royong) とは、インドネシアやジャワでみられるムラの相互扶助の慣習のことである。
ゴトン・ロヨンは、ジャワ語の "gotong" （運ぶ、持ち上げる）と "rojong" （一緒に、集まって）からなり、「一緒に集まって持ち運ぶこと」から転じて相互扶助を意味する。

## デサとゴトン・ロヨン
デサと呼ばれるジャワの農耕社会には、村の決めごとは全員で話しあい（ムシャワラ）、全員の合意を打ちたてる（ムファカット）という伝統があり、この合意に従って共同作業を行なったり、村長を選出したり、儀式を行なうという慣習法（アダット）があった。ゴトン・ロヨンには、この伝統的なムラの慣習法原理を動態的に捉えたときに、相互扶助（ゴトン・ロヨン）の原理として概念化される。協同でことにあたることによって、参加者間の社会的な紐帯を強化するという効果もある。

## 政治イデオロギーとしてのゴトン・ロヨン
このゴトン・ロヨンは、インドネシア独立後、政治的な舞台でも大きな役回りを果たすことになる。インドネシア建国の父スカルノは、西欧式の議会制民主主義をそのままインドネシアに導入することに反対し、インドネシア独自の原理としてゴトン・ロヨンを打ち出し、パンチャシラの根底に据えた。
1960年代のスカルノによって、インドネシア共産党を本格的に入閣させた「ゴトン・ロヨン内閣」が構想されたり、近年では、メガワティ政権発足時に、イスラム勢力などを取り込んだことをもって、「ゴトン・ロヨン内閣」を称したこともあった。